# Burg Krems
Die Burgruine Krems liegt östlich der Stadtgemeinde Voitsberg in der Steiermark im Ortsteil Krems. Die Geschichte der Burg reicht bis in das 11. oder 12. Jahrhundert zurück, als sie der Salzburger Erzbischof erbauen ließ. Im Jahr 1248 ist sie erstmals urkundlich erwähnt. Krems befand sich mehrfach im Besitz größerer Adelsfamilien, die jedoch meist Pfleger oder Verwalter mit der Verwaltung der Herrschaft beauftragten. Im 14. Jahrhundert hatte Krems die niedere Gerichtsbarkeit inne und im 16. Jahrhundert wurde die Burg zu einem Renaissanceschloss mit Tiergarten ausgebaut. Im 17. Jahrhundert erwarb Graf Karl Saurau das Anwesen und legte es mit seiner Herrschaft Ligist zusammen. Nachdem er 1730 die Verwaltung in das Schloss Ligist verlegt hatte, vernachlässigte er Krems und überließ es dem Verfall. 1817 rutschte ein Teil des Schlosses nach einem Regenschauer ab. 1857 kaufte es Erzherzog Johann.
Am 20. März 1936 wurde die Ruine unter Denkmalschutz gestellt und die Anlage wurde gesichert und begehbar gemacht. Ein Burgverein führte in den 1960er-Jahren Renovierungsarbeiten durch. Seit dem Jahr 1988 ist die Burg Krems im Besitz des Vereins Licht im Leben. Seit 1993 wird sie von dem neu gegründeten Burgverein restauriert. So wurde unter anderem ein Weg um die Ruine angelegt und der Bergfried wieder begehbar gemacht. Ein im Mai 2015 eröffneter kleiner Museumsraum zeigt die Geschichte von Burg Krems.
Die Burganlage ist die Ruine einer Höhenburg auf einem vorgeschobenen Bergrücken. Der fünfstöckige, auf einem Felsklotz erbaute Bergfried ist ein markantes Merkmal der Burg und weithin sichtbar. Im Süden der Anlage befindet sich ein Wohnturm mit zwei sich anschließenden Wohnbauten. Um das gesamte Areal verläuft eine Ringmauer, die teilweise mit Schießscharten versehen ist. Die im Norden der Kernburg vorgelagerte Vorburg gilt als jüngster Teil der Anlage. Sie hat zwei kleine Ecktürme, von denen einer in voller Höhe erhalten geblieben ist.

## Name
Der Name Krems stammt nicht wie andere Ortsnamen aus der näheren Umgebung aus dem Slawischen, sondern dürfte älteren Ursprungs sein. Laut dem Heimatkundler Walter Kienreich könnte sich der Name vom indogermanischen (s)krem, dem illyrischen Kremisia oder dem keltischen Chremisa ableiten. Alle diese Wörter bedeuten so viel wie scharf, schneiden, scharfer Stein oder Felsklippe. Dies könnte sich auf den Bergrücken beziehen, auf dem die Burg liegt und der die Kainach in ein schmales Tal zwängt.

## Standort
Die Burgruine steht auf einem Hochsiedlungsland, einem zur Kainach hin vorgeschobenen Rücken südlich von Thallein. Der Rücken fällt nach Osten, Süden und Westen hin steil ab und ist seit dem Ausbau der Kainachtalstraße durch einen tiefen Einschnitt vom Hinterland abgetrennt. Die Steilhänge wurden teilweise künstlich geböscht und das die Ruine umgebende Gelände wurde streckenweise durch künstliche Eingriffe zur Verteidigung hergerichtet. Diese künstlichen Eingriffe in das Gelände sind jedoch zum Teil durch einen in jüngster Zeit angelegten Umlaufweg zerstört. Im Norden trennt ein Abschnittsgraben das Burgareal vom Hinterland. Diesen Graben überspannt eine neuzeitliche, in Resten erhaltene Brücke.

## Geschichte

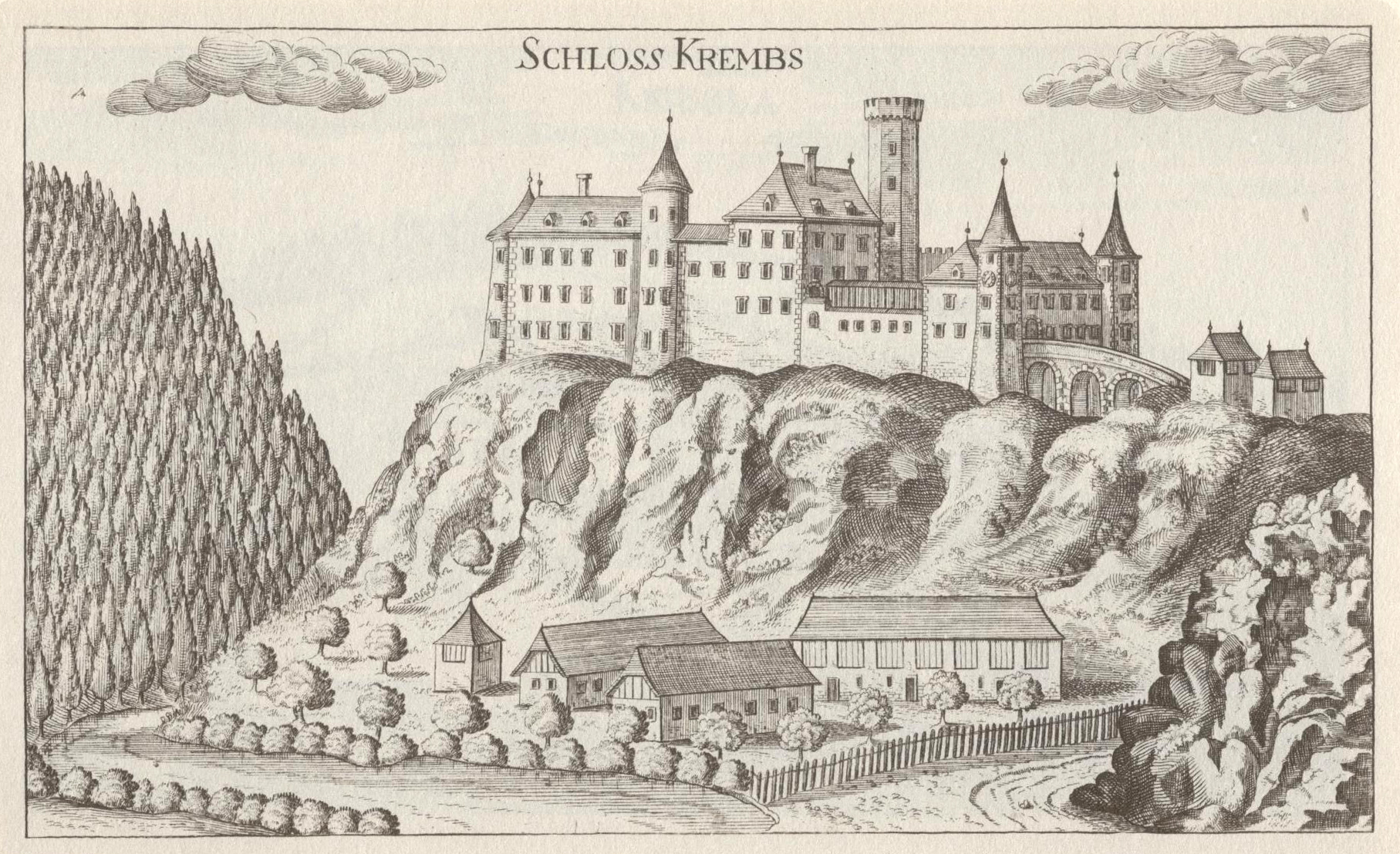
Kupferstich der Burg Krems aus Vischers Topographia Ducatus Styriae, 1681

Vielleicht schon im 11., spätestens in der Mitte des 12. Jahrhunderts dürfte im Auftrag des Erzbischofs von Salzburg an der Stelle der heutigen Burg ein einfacher, vermutlich aus Holz gefertigter Wehrbau errichtet worden sein. Etwa um 1150 ist erstmals ein Rittergeschlecht von Krems genannt. Vermutlich zu Beginn des 13. Jahrhunderts wurde der Holzbau durch einen aus Stein ersetzt, den vermutlich Otto von Krems-Leonrode, dem auch die Burg Alt-Leonroth gehörte, ebenfalls zu Beginn des 13. Jahrhunderts ausbaute. Nach Ottos Tod im Jahr 1234 kam die Burg über seine Witwe an Hartnit von Rabenstein, der sie von seinen Dienstmannen, die sich nach der Burg nannten, verwalten ließ. Im Jahr 1248 ist die Burg erstmals namentlich als castrum Chremse erwähnt, da sie als Sitz einer Adelsversammlung diente, bei der Ulrich von Wildon einen Vergleich zwischen dem Stift Admont und Hartnid, Schänken von Rannstein vermittelte. Zu jener Zeit galt der vordere Teil um den Bergfried als Lehen des Salzburger Erzbischofs, während der hintere bzw. südliche Burgteil ein freies Eigen des Burgherrn war. Da sich die Rabensteiner am steirischen Adelsaufstand, dem Landsberger Bund, gegen Herzog Albrecht beteiligten, verloren sie all ihre Güter, und Krems kam um 1300 an die Herren von Walsee, die Burggrafen einsetzten. Im Jahr 1363 verkaufte Eberhard V. von Walsee die Burg an Leutold von Stadeck. Nach dem Aussterben der Stadecker kamen um 1400 die Grafen Haug und Ulrich von Montfort durch Heirat in den Besitz der Anlage. Auch sie beauftragten Pfleger mit der Verwaltung der Burg. Da die verschuldeten Grafen von Montfort Güter verkaufen mussten, gelangten die Burg und die Herrschaft im Jahr 1589 in den Besitz des Freiherrn Sigmund Friedrich von Herberstein.
Im 14. Jahrhundert kamen das Amt Obergraden und das Amt Gößnitz zur Herrschaft Krems, zu der damals bäuerliche Untertanen in Gasselberg, Klein-Gaisfeld, Lobming, am Muggauberg und in Thallein sowie die Ämter Modriach, Pack und Salla gehörten. In jener Zeit hatte die Herrschaft einen großen Burgfried, in dem der Burgherr die niedere Gerichtsbarkeit ausübte und der Landesrichter nicht ohne Genehmigung eingreifen durfte. Verbrecher wurden an den Landesrichter in Voitsberg übergeben.

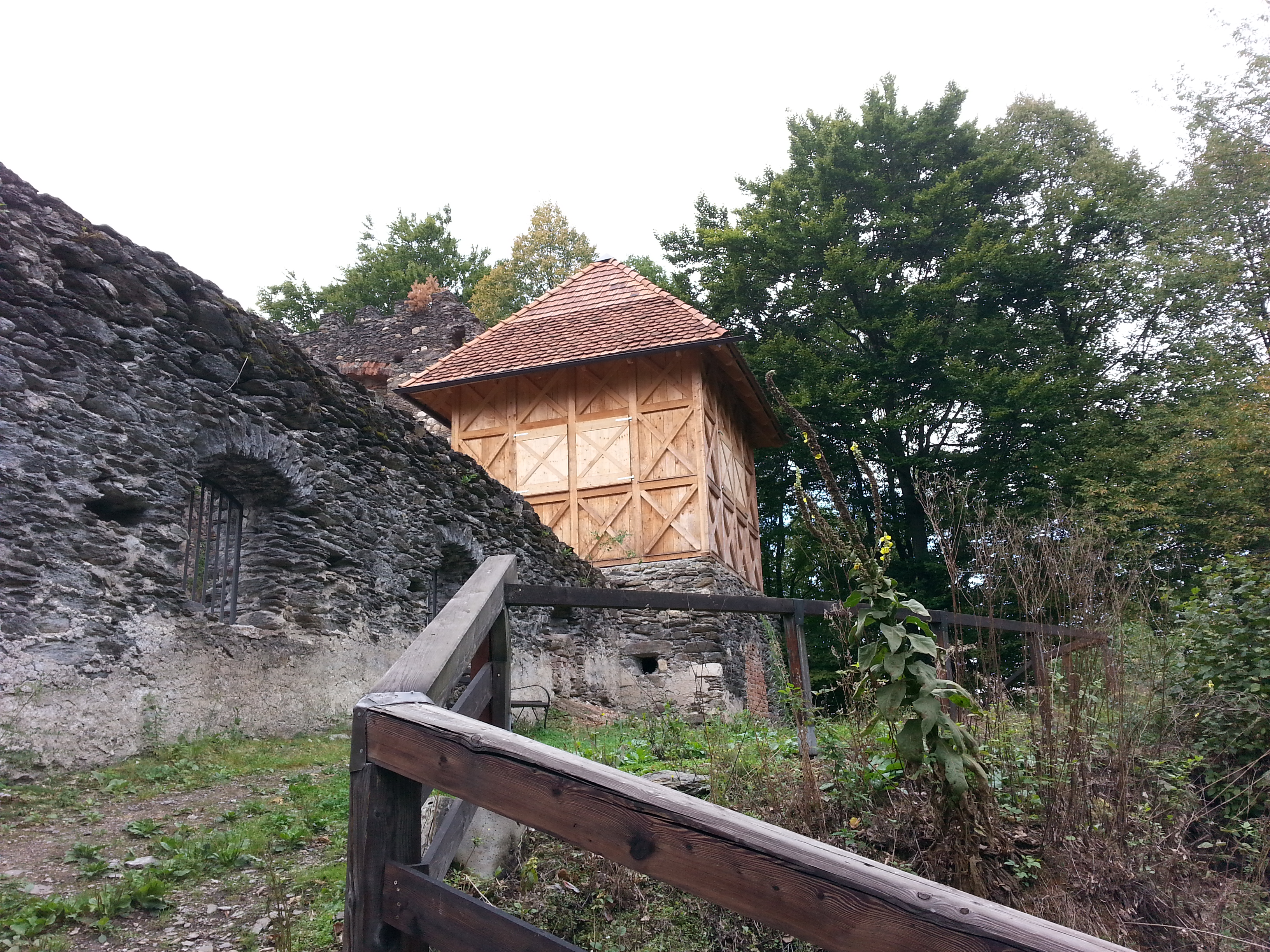
Die 2011 über dem Mauerstumpf des nordwestlichen Turms der Vorburg erbaute Holzkonstruktion (c im Grundriss), die einem Kupferstich aus dem 17. Jahrhundert nachempfunden wurde

Unter Sigmund und später auch unter seinem Sohn Otto Heinrich von Herberstein wurde die Burganlage bis 1623 als Renaissanceschloss ausgebaut und prunkvoll eingerichtet. Otto ließ unter dem Schloss einen großen Tiergarten anlegen und vergrößerte die Herrschaft durch Ankäufe. Da er durch den Ausbau hoch verschuldet war, musste er im Jahr 1629 die Burg sowie seine Herrschaft Krems an Maximilian Leymann von Liebenau verkaufen. Da Liebenau den Kaufpreis nicht aufbringen konnte, musste er 1634 Krems an den Freiherrn Salomon von Meillegg weiterveräußern. Meillegg ließ an der Anlage Umbauarbeiten durchführen. Da auch Meillegg nicht ausreichend Geld zur Verfügung hatte, ließ der Graf Karl Saurau, der damalige Landeshauptmann der Steiermark, die Herrschaft pfänden. Dadurch konnte er die Herrschaft erwerben und verband sie mit seiner Herrschaft Ligist. Meillegg räumte das reich eingerichtete Schloss, obwohl es mitsamt der Einrichtung verkauft worden war, vor der Übernahme komplett aus. Sämtliche Einrichtungsgegenstände von Wert nahm er mit, darunter auch vergoldete Tapeten und den gesamten Inhalt der Rüstkammer. Die von Meillegg widerrechtlich mitgenommene Einrichtung hatte in etwa den Wert von einer Million Schilling. In Briefen entschuldigte er sich bei Saurau dafür und redete sich auf seine Armut sowie auf den Unterhalt für seine vielen Kinder heraus, was dazu führte, dass er nicht bestraft wurde. Saurau ließ Krems von einem Verwalter bewohnen. In den folgenden Jahren wurde die Anlage vernachlässigt. 1730 wurde die Verwaltung in das Schloss Ligist verlegt und Krems wurde nur noch von Gesinde bewohnt. Die Anlage wurde dem Verfall überlassen. Um 1790 waren die Wälder der Herrschaft ausgeholzt, die Eigengründe unbewirtschaftet und die Einkünfte verpachtet. Ungefähr zur selben Zeit wollten die Gewerke Gamilllschegg und Neitter das Schloss kaufen und renovieren, ihnen war jedoch der Kaufpreis und die Wiederherstellungskosten zu hoch. Im Jahr 1817 rutschte nach einem Regenschauer an der südöstlichen Seite ein Teil des Schlosses ab. Erzherzog Johann von Österreich, dem auch das Eisenwerk in Krems gehörte, erwarb die Herrschaft im Jahr 1857. Ab 1869 war die Ruine im Besitz der Vordernberg-Köflacher Montan Industrie Gesellschaft, ab 1877 besaß sie Gräfin Anna von Saurau, ab 1880 der Zellulosefabrikant Klusemann, anschließend die Steiermärkisch-Salzburgischen Holzwerke AG.
Am 20. März 1936 wurde die Ruine unter Denkmalschutz gestellt, woraufhin die Sicherung und Begehbarmachung der Anlage begann. Der Steiermärkisch-Salzburgischen Holzwerke AG folgte die Gastwirtsfamilie Töscher als Besitzer. In den 1960er Jahren wurde ein Burgverein Krems gebildet, der Renovierungsarbeiten an der Burganlage durchführte. Seit 1988 befindet sich Burg Krems im Besitz des Vereins Licht im Leben. Seit 1993 kümmert sich der wiederbegründete Burgverein Krems um die Instandhaltung der Anlage. Im Winter 1998/99 wurde entlang der Außenmauer ein Weg angelegt, und zwischen 1999/2000 wurde der Bergfried saniert und wieder begehbar gemacht. 2011 wurde der Mauerstumpf des nordöstlichen Eckturmes der Vorburg von der Landjugend Voitsberg mit einer Holzkonstruktion überbaut. In einem im Mai 2015 eröffneten kleinen Museumsraum kann die Geschichte der Burganlage eingesehen werden.

## Beschreibung

Grundriss der Burg Krems aus Otto Pipers Österreichische Burgen, 1908 – a…Turm b…mehrstöckiger Wohnbau (große Fenster ebenerdig) c…Turm (nicht eigenständig) d…Durchfahrt: von b überbaut, Tore an beiden Seiten e…Wohnbau (mit Keller) f…Wohnbau g…Halsgraben (letztes Joch nicht Steinwölbung, sondern Zugbrücke) h…Hofraum i…Wohnbau (zwei Kellergeschoße mit quadratischen Pfeilern, ein Stockwerk darüber), daneben auch Wohnbauten k…Burgplatz l…? m…Turm (kein Wehrbau wegen Fenstern) n…(hatte auch Keller) o…Bergfried p…Palas (dreistöckig) q…Rondell (5 m lichte weite, 1,1 m Mauerdicke, Keller, Rippengewölbe darüber, noch zwei Stockwerke) r…Torbogen (3,7 m breit) s…Torbogen (3,7 m breit)
z…Zwingermauer

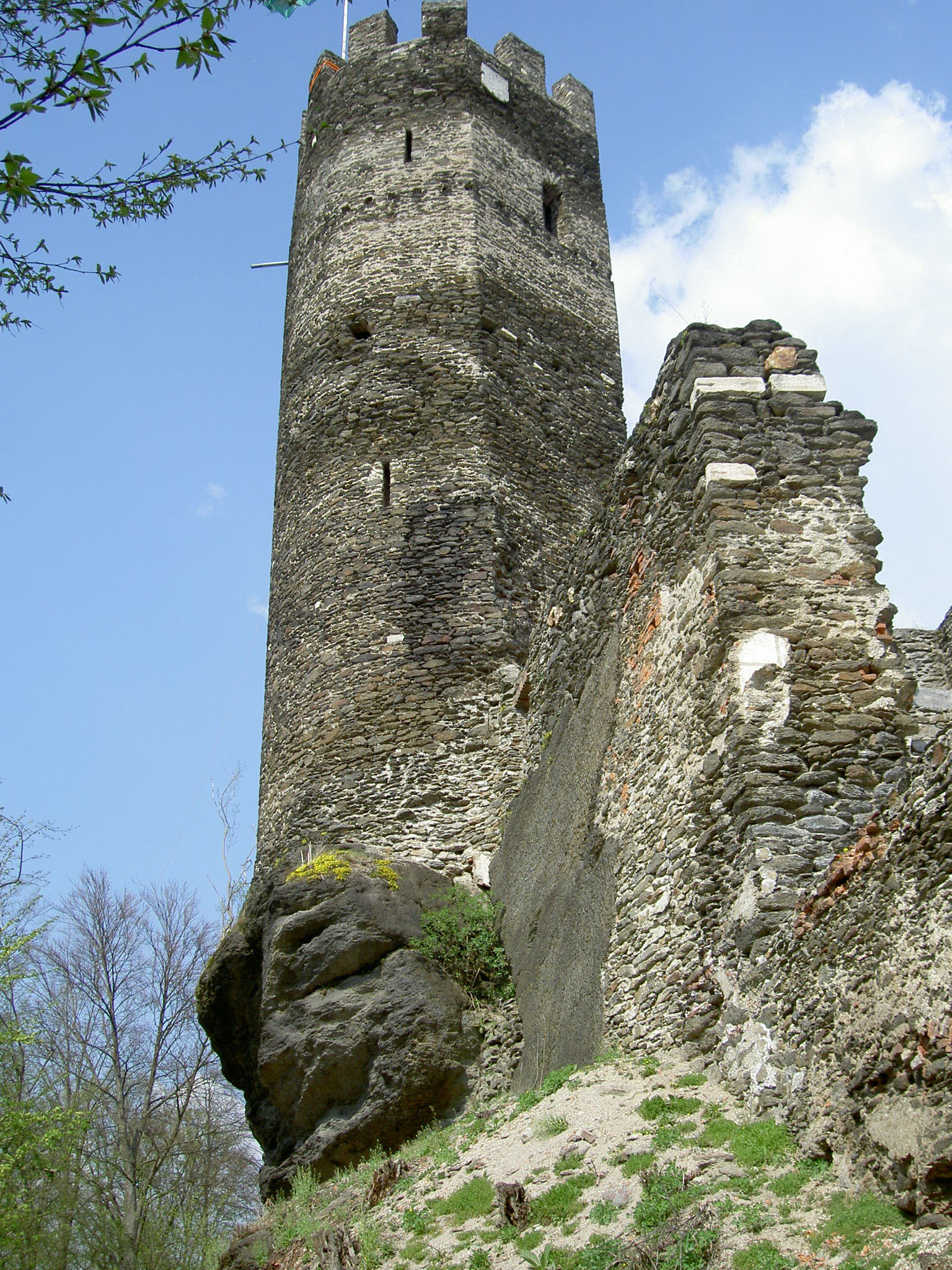
Der, auf einem isolierten Felsklotz stehende, Bergfried (o im Grundriss); Blick von außerhalb Richtung Nord-Osten

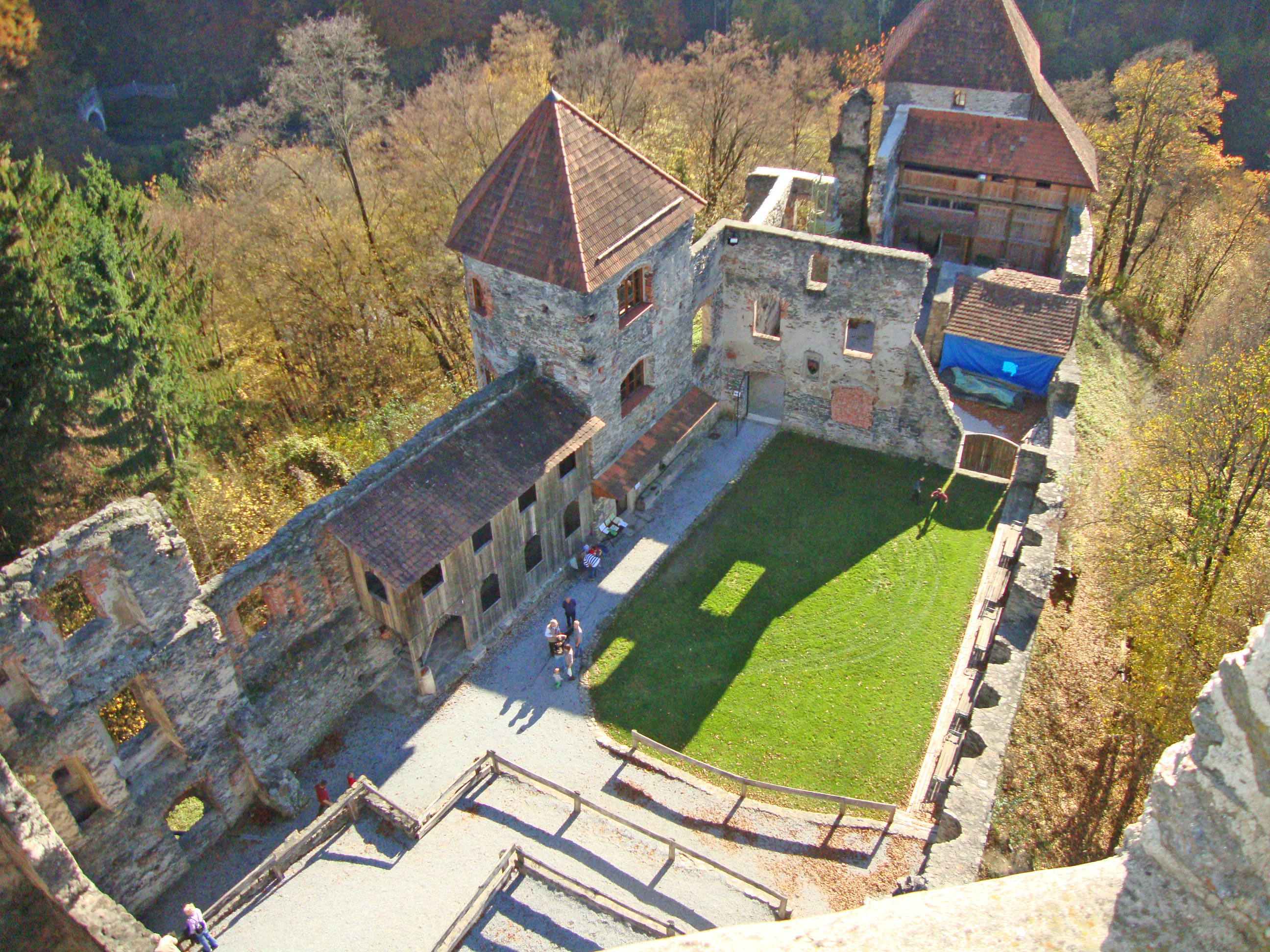
Blick vom Bergfried (o im Grundriss) Richtung Süden

Der älteste erhaltene Teil der Höhenburg befindet sich im westlichen Teil der Anlage, unmittelbar am fünfstöckigen Bergfried (o im Grundriss) auf einer Anhöhe direkt am Steilhang. Der mächtige, auf einem isoliert stehenden Felsklotz errichtete Bergfried hat ein lagerhaftes, gleichmäßiges Bruchsteinmauerwerk, was auf die Entstehung im 13. Jahrhundert hinweist. Die westliche Seite des Turmes hat einen halbrunden und die östliche Seite einen unregelmäßig polygonalen Grundriss. Der ursprüngliche Zugang erfolgte über das erste Obergeschoß in einer Höhe von etwa acht Metern. Er hat teilweise ausgebrochene, romanische Gewände aus Werkstein. Die Tür im Erdgeschoß wurde erst in jüngerer Zeit ausgebrochen. Ursprünglich war das Erdgeschoß nur durch ein Loch im Gewölbe zu erreichen. Sowohl das Erd- als auch das erste Obergeschoß hat eine Gewölbedecke. Vom ersten Obergeschoß führt eine Treppe in Mauerstärke in das zweite Obergeschoß. Anhand der Mauerabsätze ist zu erkennen, dass das zweite und dritte Obergeschoß früher eine Balkendecke hatten. Alle Stockwerke werden durch Lichtschlitze erhellt. Das dritte Obergeschoß hatte vermutlich einen Balkon. Darauf deutet eine gegen Süden weisende Türöffnung hin. Der Bergfried wurde saniert und kann bis zu einer Plattform bestiegen werden. Die oberste Plattform ist von Zinnen umgeben und bildet zugleich das vierte Obergeschoß. An der Mauer des Bergfrieds ist eine Inschrift mit der Jahreszahl 1623 angebracht, die auf den Ausbau durch das Adelsgeschlecht der Herberstein hinweist. Die Mauerreste nördlich und südlich des Bergfrieds haben zum Großteil das gleiche Mauerwerk wie er.
Die Anlage ist von einer Ringmauer aus dem 14. oder 15. Jahrhundert umgeben. Die Mauer im südwestlichen Teil hat zwei Schießscharten, in denen zwei liegende, aus einem Werkstück gearbeitete Senkmaulscharten erhalten sind. Vermutlich sind es römische Spolien, deren genaue Herkunft nicht bekannt ist. Sie könnten von Grabdenkmälern stammen, die entlang der in der Nähe verlaufenden Römerstraße errichtet worden waren. Während die Mauer auf der Hofseite im Westen der Burg großteils verschüttet ist, erhebt sie sich nach außen hin bis in Höhen von drei Metern über den Boden. Nur die untersten Steinscharen der östlichen Mauer stammen aus dem 14./15. Jahrhundert. Der obere Teil stammt aus einer späteren Phase im 16. Jahrhundert, zu erkennen an einer anderen Struktur des Mauerwerks. Zu jener Zeit wurde ein halbrunder Flankierungsturm in die Mauer eingebaut. Nördlich dieses Turmes, im inneren Burghof, befanden sich zwei übereinander liegende Wehrgänge mit Schießscharten für Musketen. Von den Wehrgängen sind nur noch die Mauerabsätze erhalten.
Im Süden wird die Burganlage von einem Viereckturm (m im Grundriss) mit lagerhaftem Bruchsteinmauerwerk aus dem 14. Jahrhundert abgeschlossen. Im 16. oder 17. Jahrhundert wurden darin Flachbogennischen mit großen Fenstern eingebaut. Er wurde als Wohnturm genutzt. Aus derselben Zeit stammt vermutlich auch die an der nördlichen Außenmauer erhaltene Nische einer Wendeltreppe. Nördlich schließen sich an den Viereckturm (a im Grundriss) zwei Wohnbauten an. Der nordwestliche, fünfstöckige Bau (f im Grundriss) diente als Palas und stammt aus dem 14. bis 15. Jahrhundert. Der zweite Bau (b im Grundriss) stammt aus dem 16./17. Jahrhundert und hatte wahrscheinlich Hofarkaden.
Im 16. Jahrhundert wurde zwischen der östlichen Ringmauer und dem Altbestand östlich des Bergfriedes ein Verbindungstrakt (e im Grundriss) mit unregelmäßigem, kaum lagerhaftem und mit Ziegeln durchsetztem Bruchsteinmauerwerk errichtet. Durch diesen Trakt führt eine Torhalle vom nördlichen, neuen Burghof (h) in den südlichen, älteren Innenhof (k). Der Innenhof wird im Osten und Westen von der Ringmauer, im Süden von zwei Wohngebäuden (i) und im Norden von der Anhöhe mit dem Bergfried begrenzt. Über dem Trakt mit der Torhalle befanden sich früher vermutlich zwei Geschoße mit Wohngemächern (e). Die Geschoße hatten in Flachbogennischen liegende Rechteckfenster, die noch erkennbar sind.
Im Norden wird die Anlage von der im späten 16. Jahrhundert entstandenen und als Quertrakt angelegten Vorburg (b, d im Grundriss) abgeschlossen. Sie ist der jüngste Teil der Anlage. An den Ecken der Vorburg befanden sich zwei kleine Vierecktürme, von denen der nordöstliche (a) in voller Höhe erhalten ist. Dieser Turm hat aus Ziegeln gemauerte Schlüssellochscharten. Der nordwestliche Turm (c) ist als Mauerstumpf erhalten und wurde im Jahr 2011 mit einer hölzernen Konstruktion überbaut, die einer Darstellung auf einem Kupferstich des 17. Jahrhunderts nachempfunden ist. In der Vorburg gab es einen kleinen Garten sowie einen großen, an die Ringmauer angebauten Pferdestall. Im Norden der Vorburg ist ein Halsgraben angelegt, der von einer festen Brücke aus jüngerer Zeit überspannt wurde. Von dieser Brücke sind nur noch die Pfeiler erhalten.
Die Wasserversorgung wurde zuerst durch eine Zisterne, später durch einen Brunnen bewerkstelligt. Das Wasser wurde durch Holzrohre von Thallein aus in die Burg geleitet.

## Rezeption

### Wappen

Das Wappen der ehemaligen Gemeinde Lobming, das die stilisierte Burg Krems zeigt.

Der Bergfried der Burg Krems ist auf dem am 1. August 1964 von Reiner Putschnig entworfenen Gemeindewappen der bis 1968 eigenständigen Gemeinde Lobming abgebildet. Die Beschreibung des Wappens lautet: In einem blauen Schild mit geflutetem, wasserfarbenem Schildfuß in Silber auf einem Dreiberg eine gezinnte Burg mit einem in der Mitte stehenden dreizinnigen, schlanken Bergfried.

### Sage
Nach einer Sage sollen auf der Burg Krems Raubritter gewohnt haben. In der Hochzeitsnacht sei dem Burgherrn eine Weiße Frau mit langen schwarzen Handschuhen erschienen. Er deutete dies als schlechtes Omen, was sich einige Tage später als richtig erwies, als seine junge Braut starb.